# Zabytki Kołobrzegu

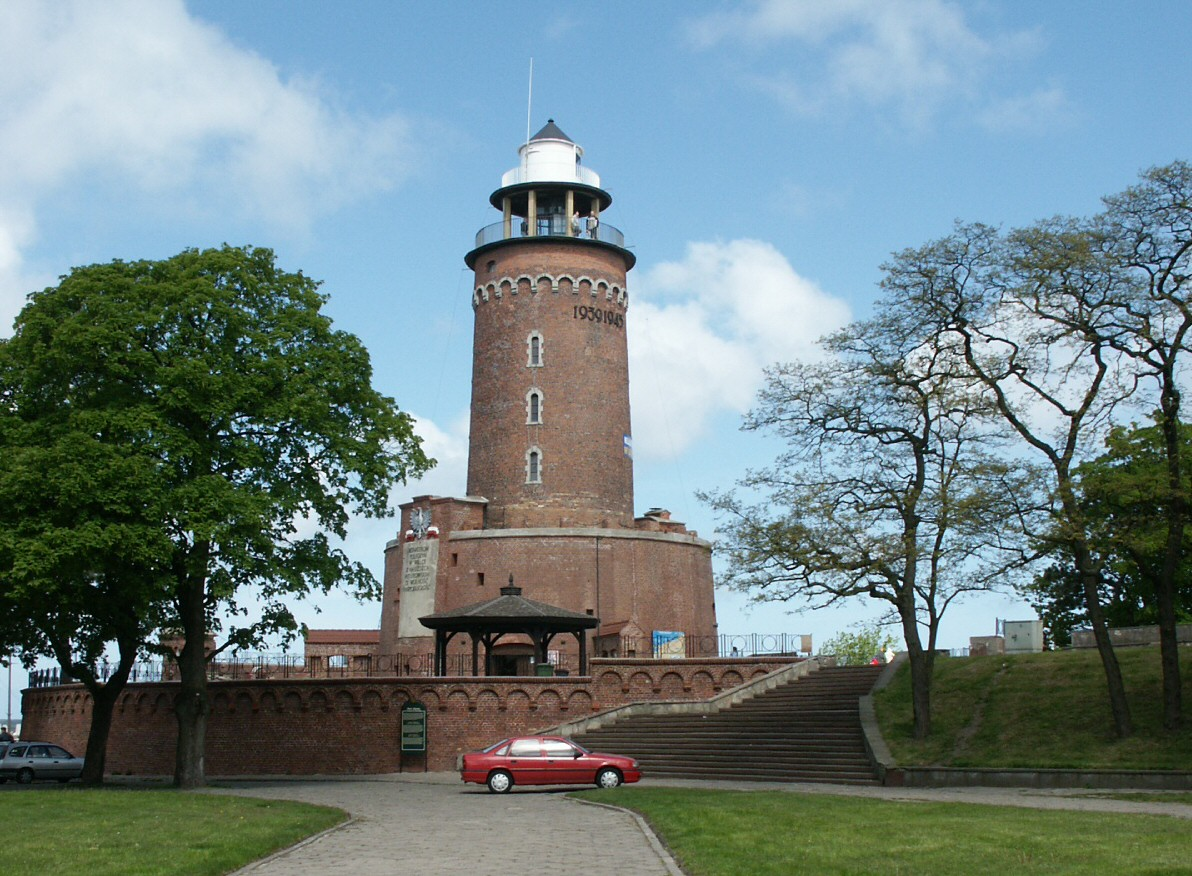
Kołobrzeska latarnia morska

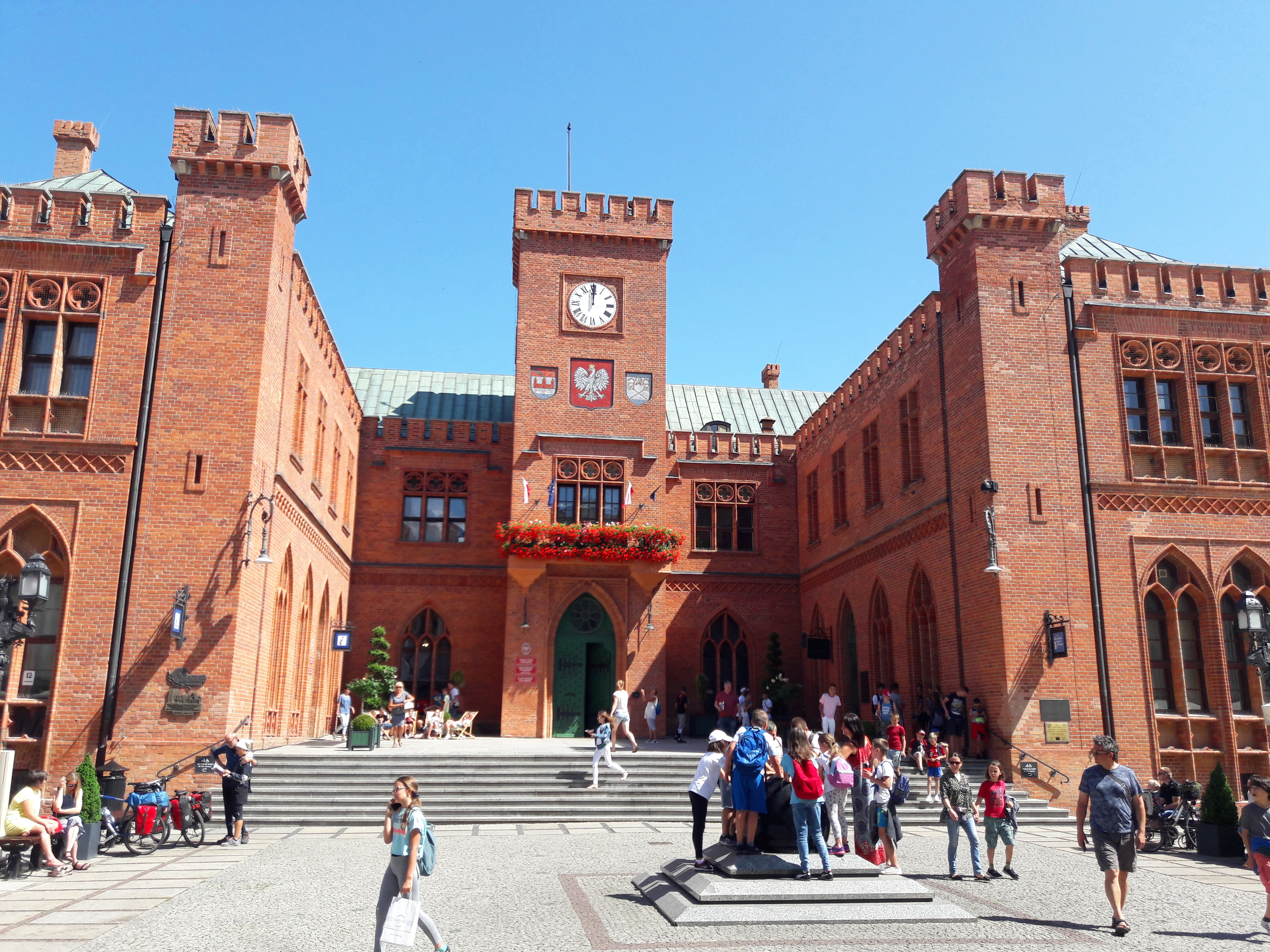
Ratusz i plac Ratuszowy

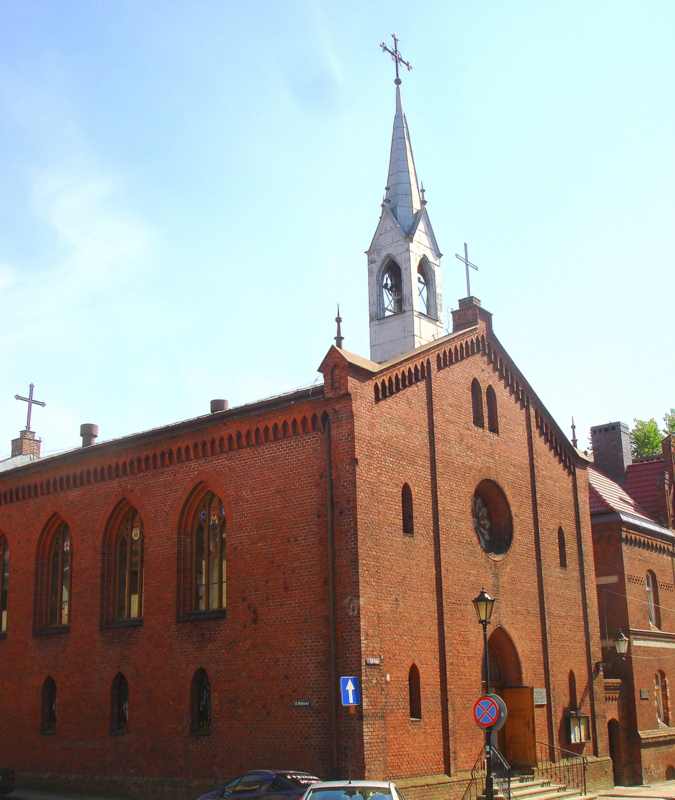
Kościół rektorski

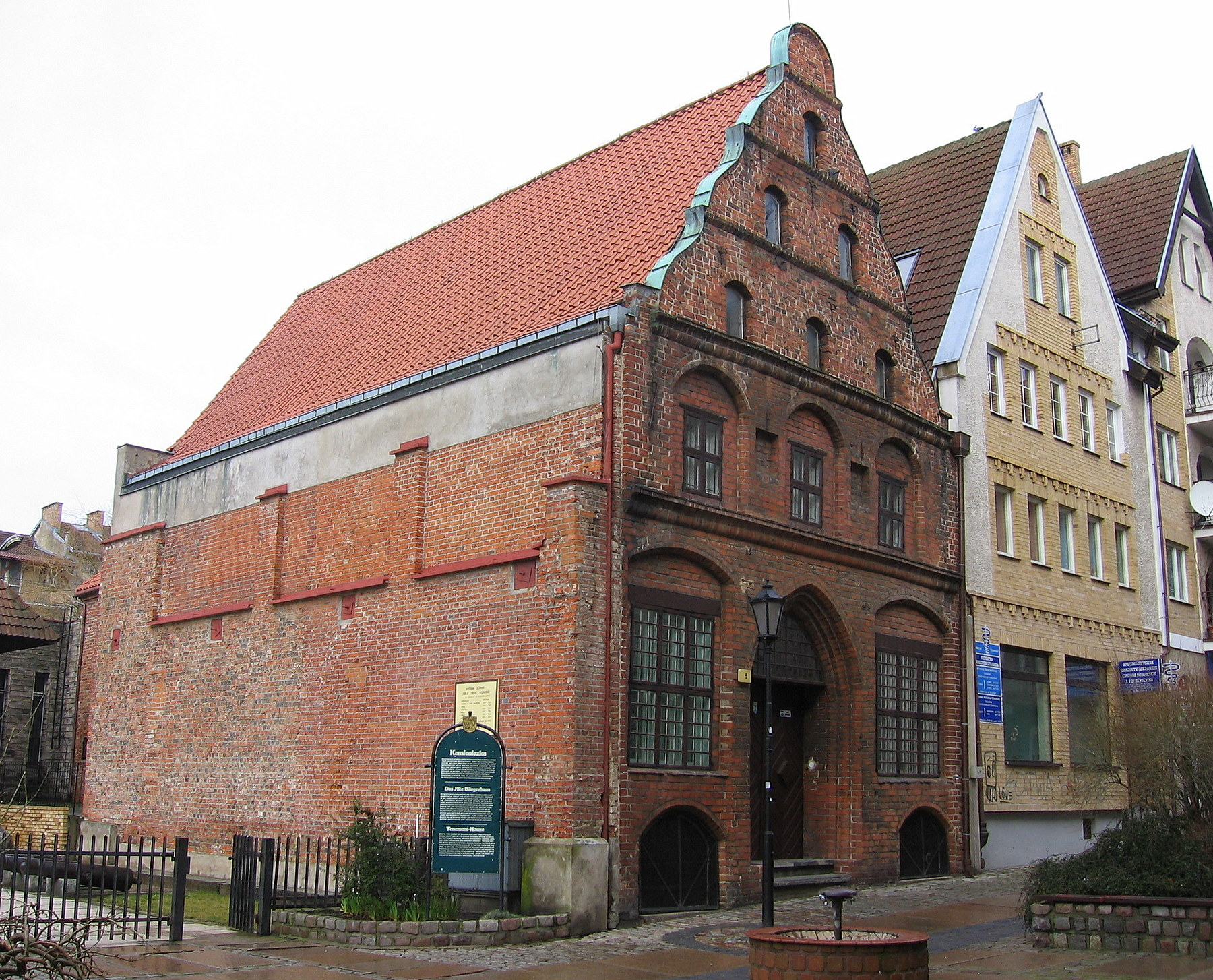
Kamienica rodziny mieszczańskiej przy ul. E. Gierczak

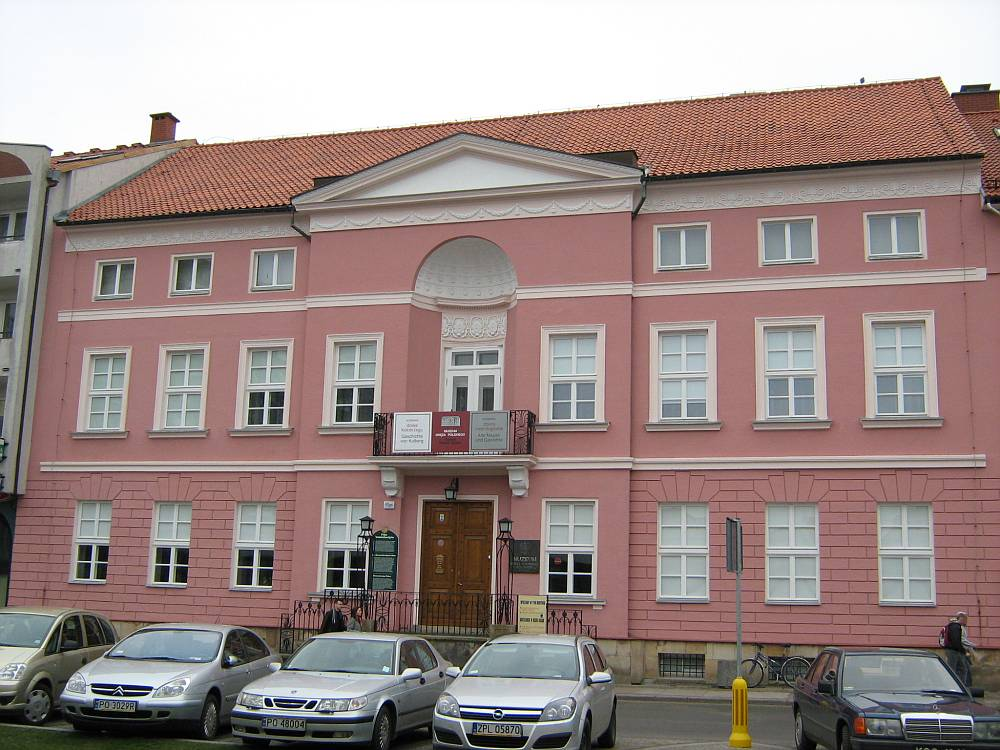
Pałac rodziny Brunszwickich

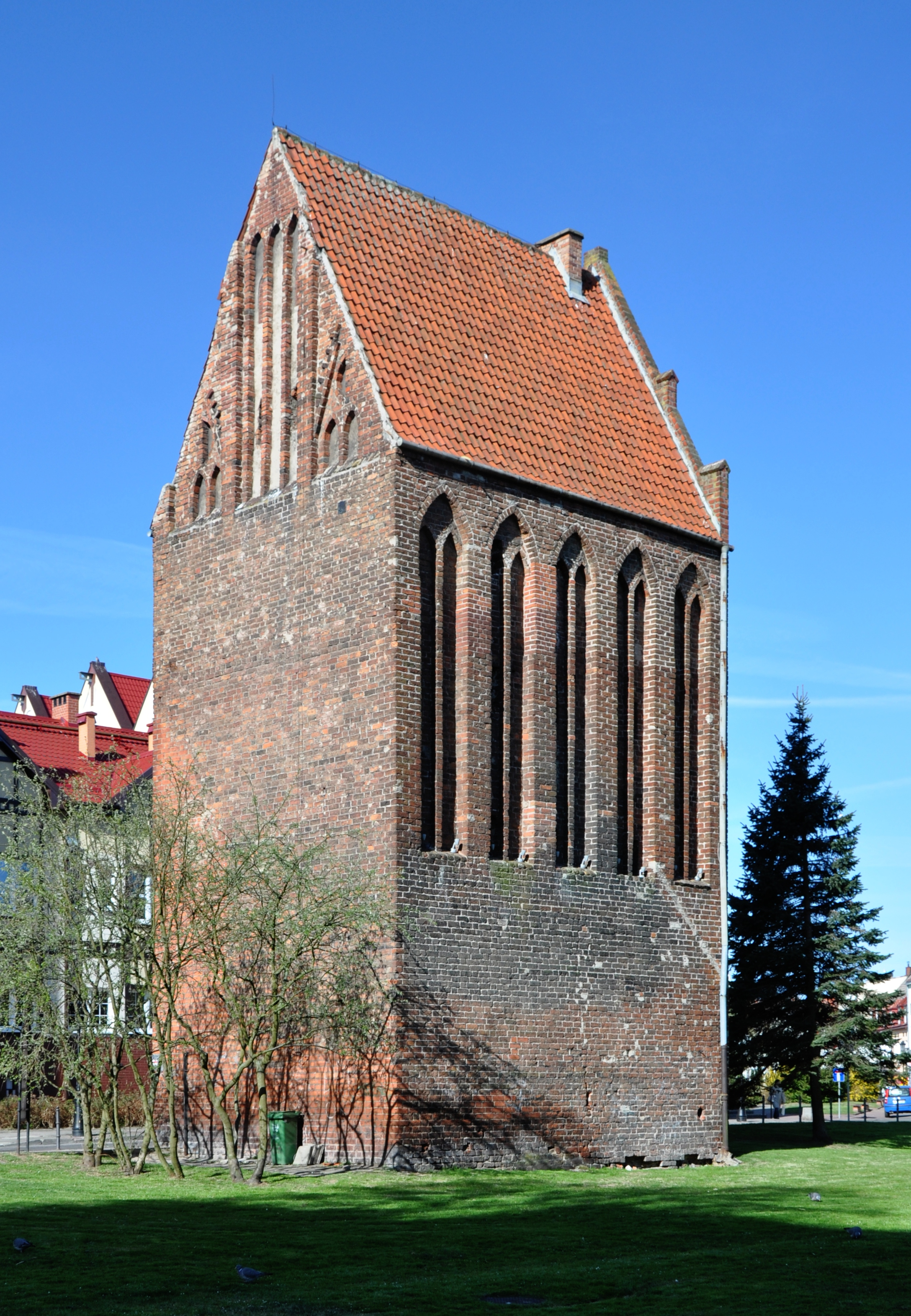
Baszta Lontowa

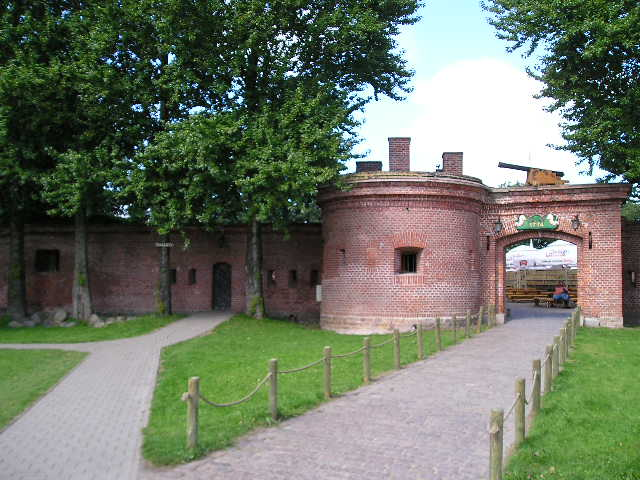
Reduta Morast

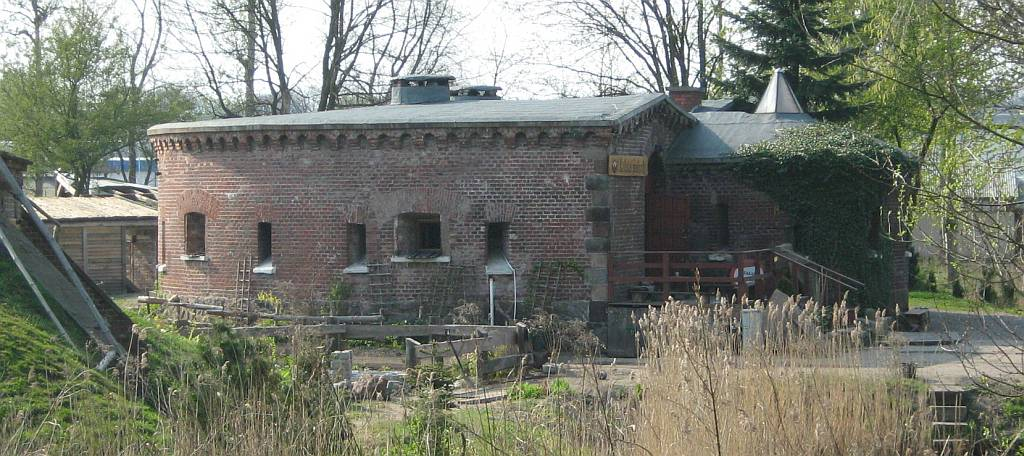
Reduta Solna

## Zabytki rejestrowane
Poniżej przedstawione są kołobrzeskie zabytki chronione prawnie, czyli znajdujące się w rejestrze zabytków wojewódzkiego konserwatora zabytków.
- Śródmieście miasta[1].

- Bazylika konkatedralna Wniebowzięcia Najświętszej Maryi Panny – budowę bazyliki rozpoczęto w 1280 r., w 1301 r. najważniejszą inwestycją w mieście była budowa kolegiaty, w 1718 r. na wieży kolegiaty zainstalowano dzwon, wybijający kwadranse. Na pamiątkę wielkich wojen: trzydziestoletniej, siedmioletniej i z roku 1807, które najbardziej zrujnowały miasto, w części wieżowej wmurowano kule armatnie z tych okresów. W 1958 r. przywieziono tryptyk Ostatnia Wieczerza, stanowi on ołtarz główny. W 1967 r. odbyły się tu uroczystości tysiąclecia chrztu Polski z udziałem prymasa Polski kardynała Stefana Wyszyńskiego. W październiku 1985 r. do portalu głównego zostały wstawione drzwi ze scenami ewangelicznymi. 10 czerwca 1986 r. papież Jan Paweł II podniósł kołobrzeską konkatedrę do godności bazyliki mniejszej. 23 kwietnia 1990 r. prymas Polski kardynał Józef Glemp poświęcił pomnik arcybiskupa Marcina Dunina.

- Zespół klasztorny diakonis ewangelickich z 2. połowy XIX wieku (ul. Katedralna 35 / Rzeczna 7-9):
  - kościół rektoralny Niepokalanego Poczęcia NMP – Wybudowany w stylu neogotyckim w 1832 roku w miejscu wcześniejszej świątyni przy której istniał klasztor, a później konwent dla panien. W okresie międzywojennym świątynia odgrywała rolę kościoła garnizonowego. W 1945 r. reaktywowana została tutaj parafia katolicka św. Marcina, odprawiono tu pierwszą mszę świętą po II wojnie światowej dla katolików;
  - klasztor i dom księży emerytów, ob. dom parafialny, wybudowany w latach 1889–1895.

- Zespół parków kołobrzeskich z XIX i XX wieku:
  - park im. Aleksandra Fredry, (ul. Fredry-Wschodnia / 4 Dywizji),
  - park nadmorski (zdrojowy) (ul. Rodziewiczówny / Aleja Nadmorska),
  - park (przy pomniku Zaślubin) (ul. Obrońców Westerplatte / Mickiewicza),
  - park im. Jedności Narodowej (ul. Arciszewskiego / Wiosenna),
  - park nadmorski (ul. Wiatraczna),
  - park im. Przybylskiego z 1920 roku (przy Baszcie Lontowej).

- Park miejski im. gen. J. H. Dąbrowskiego, ul. Wodna – Bogusława X – Kamienna, założony po 1873 roku.

- Pozostałości umocnień twierdzy kołobrzeskiej – pochodzące z okresu twierdzy (XVII i XIX wiek) umocnienia, obecnie w różnym stopniu zagospodarowane:
  - przyczółek (obok rowu drzewnego) przy ul. Solnej 2, 1630, 1770–1774, 1962,
  - reduta Schilla (na Wyspie Solnej) z 1630 roku przebudowana w 2. ćwierćwieczu XIX wieku (d. ul. Findera),
  - przyczółek portowy, 1770–1774, 1832–1836,
  - latarnia morska z 1945 roku – początki latarni sięgają początków XVIII w. Obecna budowla, wzniesiona na forcie z 1770 r. przy wejściu do portu i jednocześnie przy ujściu Parsęty do Bałtyku, pochodzi z roku 1947, ma wysokość: 26 m, zasięg światła: 29,6 km i stanowi jednocześnie pomnik zwycięstwa nad Niemcami (tablica ze słowami: Bohaterom poległym w walce z najeźdźcą hitlerowskim o wolność i niepodległość... (do 1992 roku: ...o wolność i niepodległość Związku Radzieckiego i Polskiej Rzeczypospolitej Ludowej)) oraz zabytek architektury. Po kapitalnym remoncie w latach 1979–1981 została udostępniona dla zwiedzających.

- Zespół fortów (w parku przymorskim) z 1807 roku:
  - Kamienny Szaniec,
  - Wilczy Szaniec (amfiteatr).

- Baszta Lontowa zwana obecnie Basztą Prochową z resztką muru obronnego z XIV wieku, jedyny obiekt średniowiecznego systemu obronnego, który przetrwał do dziś w całości; w elewacji od strony parku znajdują się otwory strzelnicze, obecnie siedziba PTTK (ul. Dubois).

- Ratusz – pierwotnie gotycki zbudowany ok. 1364 r., później przebudowywany, został zniszczony w czasie oblężenia w 1807 r.; w latach 1829–1832 na jego pozostałościach i z wykorzystaniem zachowanych fragmentów (jeden z narożników, piwnice) wzniesiono nowy, neogotycki według projektu K.F. Schinkla, przypominający wyglądem średniowieczny zamek o obronnym charakterze. Posiada 5 małych wieżyczek i jedną strzelistą główną wieżę. Ratusz jest siedzibą władz miasta, Urzędu Stanu Cywilnego oraz Miejskiego Ośrodka Kultury. O godzinie 9:00, 15:00 i 18:00 można usłyszeć hejnał miejski. Przed II wojną światową przed ratuszem znajdował się pomnik króla pruskiego Fryderyka Wilhelma III – po wojnie rozebrany, ale przez kilkanaście lat jego postument wykorzystywany był jako trybuna honorowa; obecnie przed ratuszem znajduje się pomnik – kula ziemska obracająca się na poduszce wodnej (pl. Ratuszowy 1).

- Kamienica Schliffenów wybudowana w XV wieku, następnie przebudowywana w XVI, XX, kamienica bogatej kołobrzeskiej szlacheckiej rodziny; zniszczona w czasie II wojny światowej, następnie odbudowana (ul. Emilii Gierczak).

- Elewacja domu przy ul. Granicznej 4 z 1910 roku.

- Pałac rodziny Brunszwickich (von Braunschweig) – pochodzący z przełomu XVIII/XIX. budynek w stylu empire o oryginalnej fasadzie; obecnie muzeum (ul. Armii Krajowej 13, wcześniej ul. Lenina 10?).

- Elewator zbożowy południowy nr 6/1 z 1929 roku (ul. Portowa 41).

- Elewator zbożowy północny nr 6/2 z 1929 roku (ul. Portowa 41).

- Magazyn „Katownia” z XV wieku (ul. Ratuszowa 2, obecnie Restauracja „Domek Kata”).

- Akademia Rycerska hala z końca XVIII, będąca niegdyś miejscem nauki fechtunku i jazdy konnej dla młodzieży szlacheckiej; odbudowana po zniszczeniach wojennych (ul. Wąska / ul. Mariacka).

- Elektrownia miejska (korpus ze skrzydłem) z 1905 roku (ul. Łopuskiego 26-28).

## Obiekty historyczne
Obiekty nie ujęte w wojewódzkim rejestrze zabytków, czyli nie chronione prawnie, lecz ujęte w innych rejestrach, np. miasta:
- Kościół Chrystusowy – wybudowany w 1924 roku dla Kościoła Nowoapostolskiego. W 1945 roku budynek został zdewastowany i ograbiony, później pełnił kolejno rolę świetlicy, magazynu i piekarni. W 1978 roku kościół został przekazany na potrzeby wiernych zboru Wspólnoty Kościołów Chrystusowych.
- Kościół pw. Podwyższenia Krzyża Świętego – wybudowany w 1932 roku w stylu modernistycznym. Pierwotnie był ewangelickim Kościołem Zbawiciela i pełnił funkcję filiału kościoła Mariackiego. Po II wojnie światowej został przekazany na potrzeby kościoła katolickiego. Od 1965 roku jest kościołem parafialnym Dzielnicy Zachodniej. Opiekę nad świątynią sprawują franciszkanie.
- Wieża ciśnień – ceglana budowla zbudowana w 1885 r. Woda była wówczas pompowana z Parsęty do wieży, a z niej rozprowadzana do budynków mieszkalnych. W górnej części wieży znajduje się zbiornik na wodę o pojemności 720 m³. Podczas oblężenia Kołobrzegu w 1945 r., gdy przestała działać miejska sieć wodociągowa, zbiornik ten stanowił dla oblężonych główne zaopatrzenie w wodę.
- Gmach Poczty – zbudowany w 1884 r. w stylu neogotyckim, na gzymsach postacie malutkich krasnali, które według miejscowej legendy przynoszą szczęście. Budynek wyremontowany w roku 2006 – m.in. dobudowano szpecący elewację podjazd dla wózków oraz wymieniono okna nie zachowując jednolitej kolorystyki.
- Most drogowy – wybudowany w 1909 r., jeden z nielicznych w Polsce, który przetrwał wojny światowe.
- Łaźnia Miejska – budynek w kształcie barbakanu, wybudowany na początku XX wieku, funkcję łaźni pełnił jeszcze po wojnie. Obecnie znajduje się w tym budynku Państwowa Szkoła Muzyczna.
- Ruiny baszty więziennej – w średniowieczu przetrzymywano w niej ludzi oczekujących na proces lub wykonanie wyroku.
- Dom przy ul. Szpitalnej – piętrowy budynek mieszkalny, pierwotnie Brama Radzikowska (Geldertor) wzniesiona w 1708 roku.
- Neogotycki budynek przy ul. Zwycięzców – pozostałość po zabudowaniach parafialnych przedwojennego kościoła katolickiego św. Marcina.
- Kamienica przy ul. Spacerowej 39 – przedwojenny dom w Dzielnicy Portowej, miejsce podpisania kapitulacji wyspy.
- Morskie Oko – zachowane skrzydło drewnianego kompleksu budynków dawnej restauracji i kąpieliska nadmorskiego z początku XX wieku.
- Kościół garnizonowy św. Macieja – znajduje się w zaadaptowanym budynku dawnego kasyna wojskowego z 1900.